# Словенці

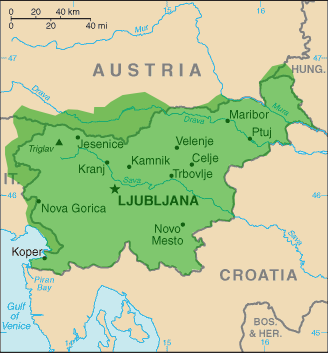
Землі на яких розповсюджена словенська мова

Словенці (словен. Slovenci) — південнослов’янська нація.
Більшість словенців мешкають на території незалежної Словенії (1 631 363). Здавна мешкають на північному сході Італії (від 83 000 до 100 000 осіб), на півдні Австрії (18 000), у Хорватії (13 200) й Угорщині (3180). Словенців визнано за національну меншину у цих чотирьох країнах, що з ними країна Словенія й тепер має спільні кордони (Австрія, Угорщина, Хорватія, Італія).
За національним переписом населення в Словенії 2002 року, 1 631 363 людей зазначили свою національність як словенці, а 1 723 434 осіб назвали словенську мову рідною.
Загальна чисельність словенців у Австрії налічує 24 855, серед них 17 953 представляють словенську меншість, а 6902 — чужоземні підданці.

## Ранні альпійські слов’яни
У VI сторіччі слов’яни оселилися на теренах між Альпами й Адріатичним морем двома хвилями міграції: перша хвиля була близько 550 року з моравських земель, а друга пройшла з південного сходу після відступу лангобардів.
Із 623 до 658 слов’ян між верхньою течією Лаби й горами Караванке об’єднано під владою короля Само (Kralj Samo) — так званий Самівський Племінний Союз. Племінний Союз занепав після смерті Сама, проте маленьке князівство слов’янських племен Карантанія (словен. Karantanija) залишилося, його центр знаходився в теперішній провінції Каринтія на півночі Словенії.

## Альпійські слов’яни під час Франкської імперії
Через навислу небезпеку з боку обрів зі сходу, карантинійці (прасловени) 745 року вкладають союз із баварцями, а згодом ідуть під франкійську владу й приймають християнство у VIII сторіччі. Останнє слов’янське державне створення, князівство принца Коцеля, втратило свою незалежність у 874 році. Словенська етнічна територія з часом зменшилася через тиск німців із заходу й появу угорців на Тисо-Дунайській низовині, набула теперішніх теренів у XV столітті.
Першими документами написаними словенським діалектом були Фрейзінгенські уривки, датовані між 972 і 1022 роками. Найпершими книжками словенською мовою стали катехізис (Катекізем) і Абецеднік, написані протестантським реформатором Пріможем Трубарем (Primož Trubar) в 1550 році й надруковані в Тюбінгені, Німеччина. Юрій Далматін переклав у 1584-му Біблію словенською. У другій половині XVI століття словенська мова набула відомости завдяки багатомовному словникові, укладеному Гєронімусом Мегісаром.

## Словенці між XVIII століттям і Другою світовою війною
Протягом періоду словенські землі були частиною Іллірійських провінцій, Австрійської імперії, Австро-Угорщини (у Цислейтанії, тобто австрійській частині Австро-Угорщини).
Чимало словенців емігрувало до Сполучених Штатів протягом XX століття, головно, з економічних причин. Тих, що оселилися в Бетлегемі, штат Пенсільванія називають Windish (від wind — вітер). Найбільше словенців занесло до Клівленду, штат Огайо й навколишні землі. Друга за чисельністю група осіла в одному з районів Чикаго. У цих регіонах словенці вели активну суспільну діяльність.
Після Першої світової (1914—1918) словенці з деякими іншими південними слов’янами створили Державу Словенців, Хорватів і Сербів, згодом були частиною Королівства Сербів, Хорватів і Словенців, пізніше перейменоване на Королівство Югославія. Словенське населення становило більшість у регіоні Дравська Бановина нової держави.
1920 року в двомовній Каринтії було проведено референдум, за підсумками якого більша частина Каринтії мала залишитися в складі Австрії. Між двома світовими війнами західні землі, заселені словенцями, були під владою Італії.
Словенські добровольці брали також участь в Іспанській громадянській війні і Другій італо-абісинській війні.

## Протягом і після Другої світової війни

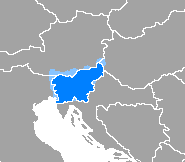
Сучасні етнічні землі, ґрунтуючись на мовному принципі

У 1991 році, після референдуму, Словенія стала незалежною національною державою після короткої Десятиденної війни.